# المعالمة
المعالمة مدينة جزائرية تابعة لولاية الجزائر، هي بلدية تابعة لدائرة زرالدة.
يعود أصل التسمية إلى كلمتين وهما محل وماء أي محل الماء حيث يحكى أن جيش الجنرال بيجو الفرنسي وجد منبع للماء فاستقر بالمنطقة
و أنشأ مركزا سكانيا على هضبة المتيجة في 1844 لم تتطور القرية منذ ذلك الوقت وضلت لمدة طويلة تعيش في فقر حيث لم تتغير أحوالها حتى مجيئ عام 1912 بدأت في التطور بفضل زراعة الكروم وعصر الخمور .
- عدد السكان في 2006 كان 17،122ن
- الرمز البريدي 42450

## مواضيع ذات صلة
- تاريخ ولاية الجزائر
- بلديات ولاية الجزائر
- دوائر ولاية الجزائر

## وصلة
نص بالفرنسية عن معالمة
1. ↑   بي دي إف Recensement 2008 de la population algérienne, wilaya d'Alger, sur le site de l'ONS. نسخة محفوظة 23 يوليو 2018 على موقع واي باك مشين.
2. ↑  GeoNames (بالإنجليزية), 2005, QID:Q830106